# ألان أ. جونز
ألان أ. جونز (بالإنجليزية: Alan A. Jones)‏ هو كيميائي أمريكي، ولد في 1944، وتوفي في 23 مايو 2006.